# Повітрянодесантна підготовка

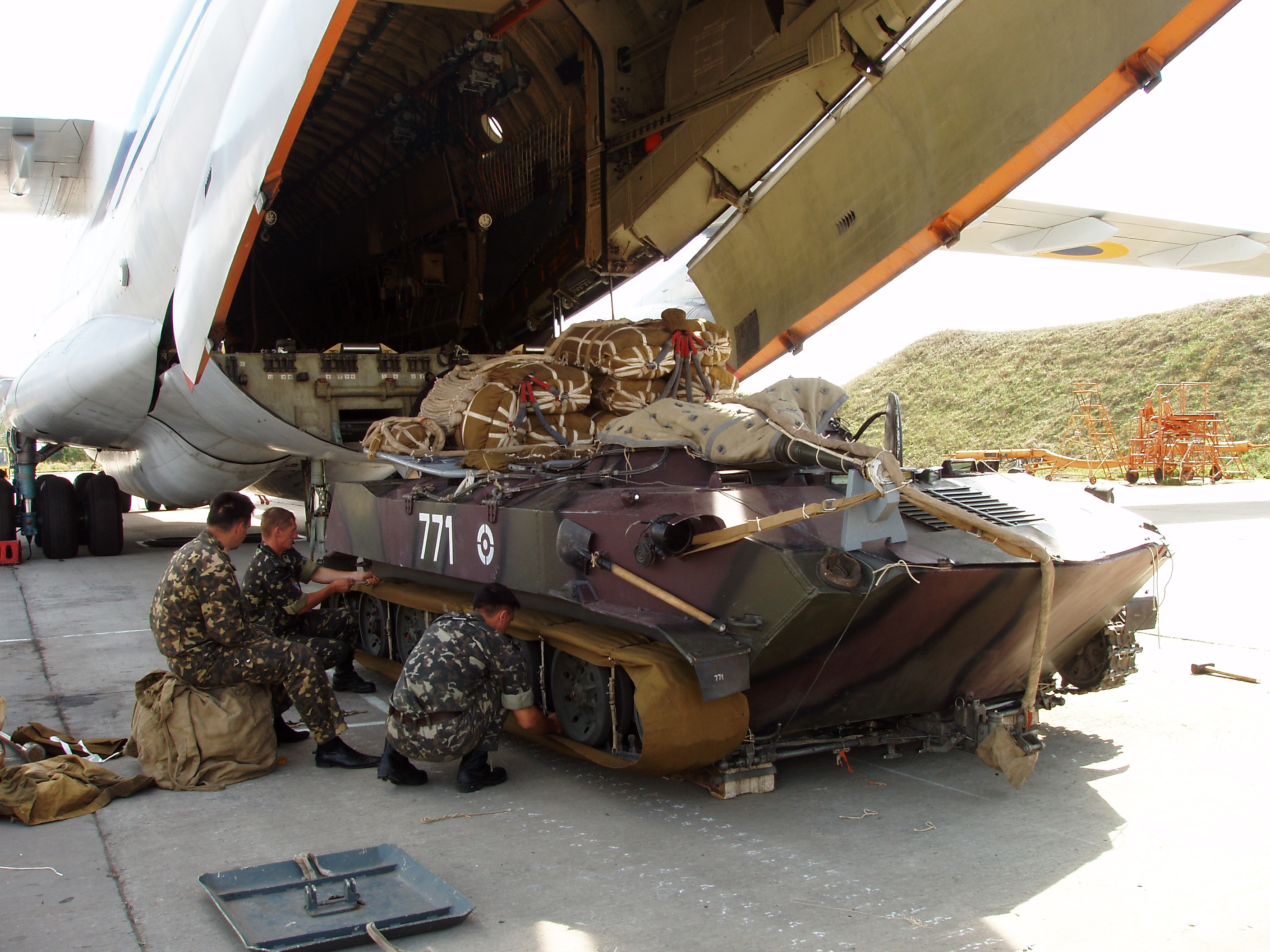
Підготовка БМД-1 25-ї опдбр перед завантаженням у вантажну кабіну Іл-76. Аеродром Мелітополь. 19 вересня 2006

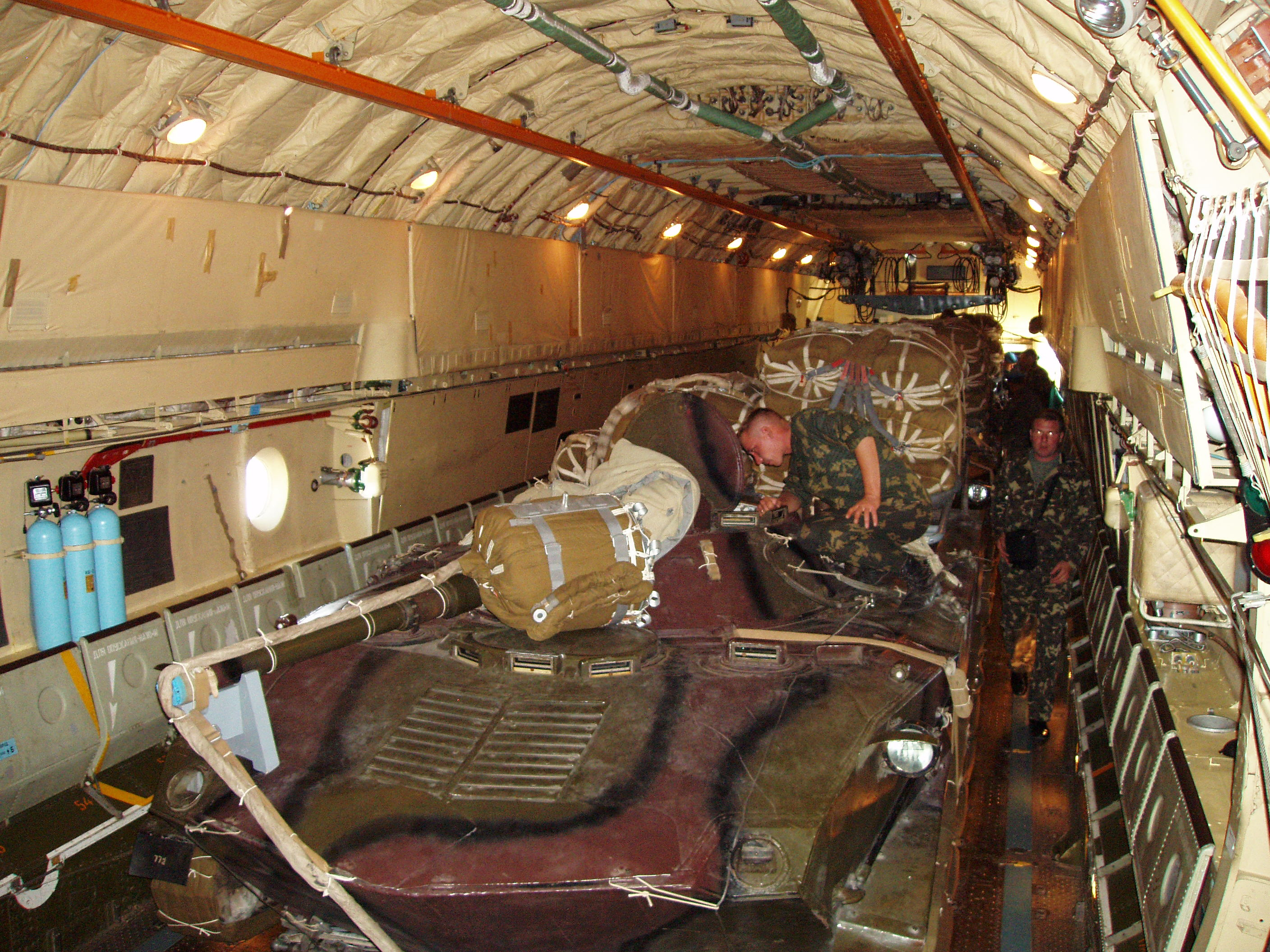
Підготовлені до десантування БМД-1 в кабіні Іл-76

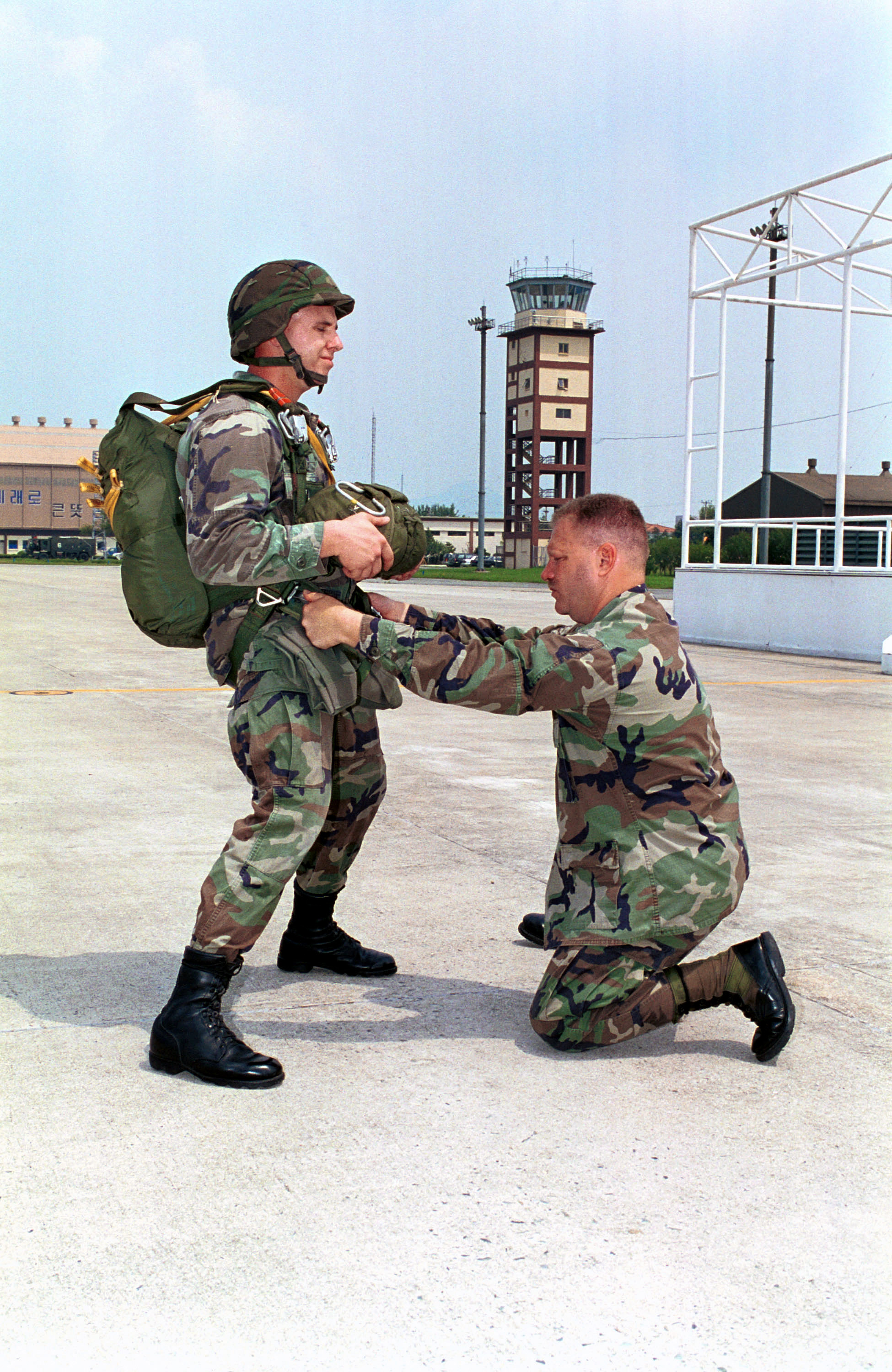
Перевірка майстром-інструктором парашутиста перед стрибком з парашутом. Повітрянодесантні війська США. 2000

Пові́трянодеса́нтна підгото́вка — навчальна дисципліна бойової підготовки, один з основних видів бойової підготовки повітрянодесантних військ; спрямована на навчання підрозділів ПДВ десантуванню в тил противника для виконання бойових завдань.

## Зміст повітрянодесантної підготовки
Повітрянодесантна підготовка включає:
- ознайомлення з теоретичними основами стрибка з парашутом;
- вивчення матеріальної частини повітрянодесантної техніки й військово-транспортних літаків;
- навчання військовослужбовців укладанню парашутів, припасування особистої зброї й спорядження;
- підготовку групової зброї, радіозасобів, бойової техніки й інших матеріальних засобів до завантаження їх у літаки й приведенню в готовність після приземлення.

У ході повітрянодесантної підготовки вивчаються також порядок посадки в літаки (вертольоти), правила використання кисневого обладнання, виконання команд і сигналів, що подаються для приготування до стрибка, для зайняття вихідного положення й відділення від літака, дії парашутиста в повітрі при вільному падінні після відділення від літака, при розкритті парашута, при зниженні та у момент приземлення, у тому числі на різні перешкоди (воду, ліс, будівлі тощо).
Найважливішою частиною повітрянодесантної підготовки є тренувальні стрибки з парашутом, які виконуються на спеціальних заняттях. Удосконалюється повітрянодесантна підготовка на військових тактичних навчаннях із практичним десантуванням. Для проведення спеціальних занять створюються повітрянодесантні навчальні комплекси, обладнані пристроями й тренувальними приладами.
Особовий склад інших родів військ, призначений для дій у складі повітряного десанту, вивчає правила підготовки й завантаження військ, військової техніки й інших матеріальних засобів у літаки, посадки й поводження в польоті; організацію й порядок вивантаження з літаків у тилу противника й використання їх у бою.

## Відео
- 25 воздушно-десантная бригада
- Песня Десанта (Song of Desant)